# Ludwig August Berglein

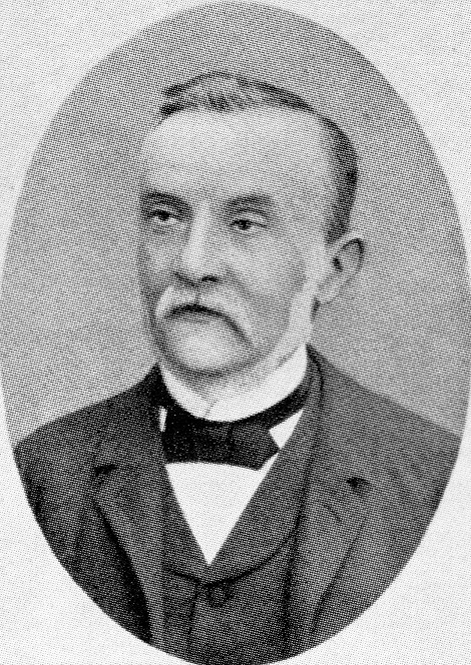
Ludwig August Berglein, vor 1884

Ludwig August Berglein (* 13. Juni 1817 in Braunschweig; † 26. Oktober 1903 ebenda) war ein deutscher Pädagoge, der in Braunschweig wirkte.

## Leben und Werk
Durch Fürsprache seiner Lehrer durfte Berglein als 13-Jähriger das Progymnasium besuchen. Sein Vater, ein Baubeamter, gab ihn zwei Jahre später nach seiner Konfirmation in eine Handwerkslehre. Danach besuchte er wieder das Gymnasium und bestand 1839 die Reifeprüfung.
Berglein studierte neun Semester an der Universität Göttingen klassische Sprachen und Literaturen und promovierte 1843 über Dithyrambische Poesie. Anschließend kehrte er nach Braunschweig zurück, legte die Staatsprüfung ab und unterrichtete bis 1845 teils am Pro- und teils am Obergymnasium. Danach nahm er eine Stelle an der Realschule in Rheydt an. 1847 ging er nach Paris, um sein Französisch zu verbessern. Als Gasthörer besuchte er öffentliche Vorlesungen, u. a. an der Sorbonne.
1848 nahm er eine Lehrerstelle in Lennep an und wechselte 1852 als Oberlehrer an die städtische Realschule nach Elberfeld. 1858 kehrte er als Direktor des Realgymnasiums nach Braunschweig zurück. Dieses Amt übte er bis zu seiner Pensionierung im Jahr 1883 aus.
Die Schule in Braunschweig war ein Realgymnasium 2. Ordnung; der Abschluss berechtigte nicht zum Studium. Sie litt unter akuter Raumnot und musste zeitweise 66 % der Neuanmeldungen ablehnen, bis Berglein 1866 einen Schulneubau durchsetzte.
Berglein setzte sich für die Einführung des Lateinunterrichts und die Umgestaltung zum abiturfähigen Realgymnasium 1. Ordnung ein. Dies wurde 1868 von der Schulaufsicht noch kategorisch abgelehnt und auch vom Kollegium nur teilweise unterstützt. Nach der Gründung des Kaiserreichs änderte sich die Lage und Berglein erhielt 1873 den Auftrag, eine Schulreform auszuarbeiten. Zunächst wurde 1876 die Realschule II (die heutige Realschule Sidonienstraße) abgetrennt und 1878 das Herzogliche Realgymnasium als Realschule 1. Ordnung anerkannt. Ein Jahr später wurde an der Schule das erste Abitur abgelegt. Berglein trat nach 25 Jahren als Schuldirektor am 1. Oktober 1883 aus Gesundheitsgründen in den Ruhestand.
Berglein galt als strenger Direktor, der Konflikten nicht aus dem Weg ging. Er setzte sich stark für die Verbesserung der Lehrerbesoldung ein und geriet darüber häufig in Auseinandersetzungen mit der Schulbehörde, setzte sich aber schließlich durch. 1871 versetzte er den gesamten zweiten Jahrgang (Sekunda) nicht, was zu lebhaften Diskussionen in der Lokalpresse führte. Berglein kommentierte dies so:

„… im übrigen ist es ähnlich wie beim Weinbau; es kann einmal einen Jahrgang von durchschnittlich Minderbegabten geben …“

Der Schulverweis des Sohnes von Dichter Friedrich Gerstäcker einige Jahre später erregte sogar überregionales Aufsehen.
Ein zeitgenössischer Schüler beschrieb Berglein folgendermaßen:

„Wir hatten ihn gern und taten ihm den Gefallen, über seine häufigen harmlosen Witze stets in stürmisches Lachen auszubrechen. Er war sonst etwas nüchtern philiströs und trocken pedantisch. Er lehnte es ab, zu einem Ausfluge auch nur einen Nachmittag freizugeben.“

Selmar Solmitz, einer der wenigen jüdischen Mitschüler, berichtet, dass unter Berglein eine große religiöse Toleranz auf der Schule herrschte; so wurden jüdische Schüler am Sabbat vom Unterricht oder zumindest von schriftlichen Aufgaben befreit. Auch er bestätigte Bergleins schroffe Natur:

„Als bei einem öffentlichen Aufzuge, an dem die Schüler teilnehmen sollten, diese in den bunten Klassenmützen erscheinen wollten, erklärte er, er wolle keine Affen zu Markte führen, und als, bei einer patriotischen Schulfeier der Sohn des Theatermeisters das Herleiten einiger Kulissen und Kostüme vom Hoftheater erwirkt hatte, verbot es der Direktor den Gymnasiasten, sich mit Theaterlappen und Theaterlumpen abzugeben. Dies machte böses Blut, und die Aufführung unterblieb ganz.“